# Epidemia hulbirti
Epidemia hulbirti är en fjärilsart som beskrevs av William D. Field 1936. Epidemia hulbirti ingår i släktet Epidemia och familjen juvelvingar. Inga underarter finns listade i Catalogue of Life.